# 胡英明
胡英明，SBS，CSDSM（1965年7月11日—），現任廉政專員，前香港懲教署署長。綽號「烏蠅明」。

## 簡歷
在慈雲山長大，畢業於保良局第一張永慶中學，大學就讀羅富國師範學院、主修歷史，後在香港大學獲得社會科學碩士（犯罪學）學位。
1988年8月，加入香港政府，於人民入境事務處（現入境事務處）就任助理入境事務主任，約六個月後轉到懲教署出任懲教主任。他在2009年曾被借調至政制及內地事務局，期間獲擢升為懲教事務監督。2011年1月出任壁屋監獄高級監督期間，晉升為高級監督。翌年10月升任懲教署助理署長（人力資源），任內曾代表署方向香港懲教博物館第六十萬名訪客致送紀念品。胡在2013年調任助理署長（更生事務）至2017年升為副署長。2018年11月25日，正式接替林國良出任懲教署署長。2022年3月24日退休，由黃國興接任署長一職。在退休後不久即加入保安局抗疫特遣隊，協助管理元朗潭尾方艙醫院。2022年6月，獲國務院委任，接替白韞六任廉政專員。
2023年9月1日，胡英明接任國際反貪局聯合會主席。他會帶領聯合會成員，持續推展聯合會各項計劃及制定清晰發展方向，協助世界各地的反貪機構預防及打擊貪污。

## 榮譽
- 懲教署署長嘉獎狀
- 香港懲教事務長期服務獎章
- 香港懲教事務卓越獎章（2018年）[25]
- 銀紫荊星章（2022年）